# La Famille Cochon
La Famille Cochon est un ensemble de personnages récurrents dans le magazine français Les Belles Histoires.
Les histoires de la Famille Cochon sont écrites par Marie-Agnès Gaudrat et illustrées par Colette Camil. La série a été rééditée en livres de poche et s'est vendue à plus de 200 000 exemplaires.

## Personnages
- Les enfants : Marie, Charles et Bébé Cochon[2]
- Les parents : Papa et Maman Cochon
- Les grands-parents : Papi et Mamie Cochon

## Liste des histoires
- La Famille Cochon déménage, Les Belles Histoires n° 216, septembre 1990.
- La rentrée de la Famille Cochon, Les Belles Histoires n° 252, septembre 1993.
- La Famille Cochon aux sports d'hiver, Les Belles Histoires n° 281, février 1996.
- La Famille Cochon part à la mer, Les Belles Histoires n° 310, juillet 1998.
- La Fête des Mères chez la Famille Cochon, Les Belles Histoires n° 332, juin 2000.
- La Famille Cochon chez Mamie Cochon, Les Belles Histoires n° 345, juillet 2001.
- La Famille Cochon en goguette, Les Belles Histoires n° 363, janvier 2003.
- La Famille Cochon fête Noël, Les Belles Histoires n° 386, décembre 2004.
- La famille Cochon à l'hôpital, Les Belles Histoires n° 412, février 2007.

## Intégrale
- La famille cochon, l'intégrale, Éditions Les Arènes, octobre 2017  (ISBN 978-2352046707)[2],[3]

## Adaptation
Quatre histoires ont été adaptées en dessin animé par France 3 dans la série Les Belles Histoires, avec la voix d'Henri Dès.